# Chó săn xám Ý
Chó săn xám Ý (Italian Greyhound) là một giống chó săn có nguồn gốc từ nước Ý. Đây là nhóm chó theo thể loại chó săn đuổi. Italian Greyhound còn có tên khác là Piccolo Levrieri Italiani.

## Tổng quan
Những hình tượng của giống Greyhound đã được tìm thấy trong các ngôi mộ cổ của người Hy Lạp, có thể chúng đã được dân nuôi chó Tây Ban Nha chuyển đổi giống thành những chó săn Italian Greyhound thu nhỏ nuôi làm bạn với người. Giống chó có sải chân cao Italian Greyhound từng là bạn của các vị vua Pharaoh của Ai Cập, từng là chó cưng của những kẻ đã trị vì Đế quốc La Mã, và làm bạn với các hoàng đế và nữ hoàng của châu Âu. Tại Ý, vào thế kỷ thứ 16, giống chó này rất được ưa chuộng. Vào giữa thế kỷ 19, xu hướng muốn gây loài greyhound càng bé càng tốt, đã gây nên vấn đề nghiêm trọng cho giống chó đã vốn bé nhỏ này.

## Đặc điểm
Ngày nay giống này đã trở nên tốt hơn với chiều cao khoảng 36 cm và cân nặng gần 3,6 kg. Hiện nay, Tuổi thọ từ 13-14 năm. Cân nặng từ 3-3,5 kg. Cao khoảng 33–38 cm. Chó Italian greyhound, trầm tĩnh, dễ mến, hay quấn quýt bên chủ. Giống chó này rất dễ bị cảm lạnh, thận của nó cũng sẽ gặp vấn đề nếu nó bị lạnh. Cho nên khi trời tiết trở lạnh thì chủ cần phải mặc áo ấm cho nó, vì chó này rất ít lông. Nó là một người bạn đồng hành, được cả người già và trẻ em ưa thích.
Mõm và sọ được ngăn đôi bằng nhau bởi đôi mắt to. Nói rõ hơn về tính cách của loài chó này, một chút bẻn lẻn và tính tình kín đáo, nhưng lại là một chú chó tháo vát và kiên quyết một cách tiêu biểu, giống chó mượt mà dáng đẹp này là người bạn lý tưởng đối với những người khó tính nhất. Bộ lông trơn mượt ngắn nằm sát da và hầu như chẳng bao giờ có mùi. Tính tình hiền lành, chó Italian Greyhound thích được an ủi dổ dành.